# Пролетарский (Луганская область)
Пролетарский (укр. Пролетарський) / Картушино (укр. Картушине) — посёлок Ровеньковского горсовета Луганской области Украины.

## Географическое положение
Соседние населённые пункты: сёла Чапаевка, Красный Колос, Рафайловка на западе, посёлок Ясеновский, сёла Зелёный Курган и Зеленодольское на северо-западе, сёла Картушино, Ребриково на севере, Мечетка на северо-востоке, Вербовка и посёлок Новоукраинка на востоке, село Лозы, город Ровеньки на юго-востоке, посёлки Михайловка, Кошары на юге, сёла Ильинка, Леськино на юго-западе.

## История
Посёлок был основан при станции Картушино железнодорожной ветки Дебальцево — Зверево и сначала носил название «Станция Картушино».
В состав Пролетарского поселкового совета входят: пгт Пролетарский, посёлок Новоукраинка, село Чапаевка.
В январе 1989 года численность населения составляла 1595 человек.
В июле 1995 года Кабинет министров Украины утвердил решение о приватизации находившегося здесь совхоза.
На 1 января 2013 года численность населения составляла 1568 человек.
С весны 2014 года — в составе Луганской Народной Республики.
12 мая 2016 года Верховная Рада Украины переименовала посёлок в Картушино в рамках кампании по декоммунизации на Украине. Переименование не было признано властями самопровозглашенной ЛНР.

## Экономика
Добыча каменного угля (ГОАО Шахта им. М. В. Фрунзе — ГП «Ровенькиантрацит»). Железнодорожная станция «Картушино».

## Социально-культурные объекты
В поселке с 1919 г. действует общеобразовательная средняя школа, есть дом культуры,сад, библиотека, больница. В центре поселка — братская могила воинов-освободителей поселка. Построен и действует Борисо-Глебский храм.
В Пролетарской общеобразовательной школе действует исторический музей «Из прошлого в будущее», который хранит историю не только школы, но и поселка Пролетарский.

## Местный совет
94784, Луганская обл., Ровеньковский городской совет, пгт. Пролетарский, ул. Ворошилова, 104